# Приют на седловине Эльбруса
Приют на седловине Эльбруса, приют «Седловина» или хижина на седловине Эльбруса — высокогорный приют, впервые обустроенный в 1933 году на высоте около 5300 метров над уровнем моря.

## История
Необходимость создания приюта связана с чрезвычайно переменчивой погодой и большой высотой Эльбруса — отдельно стоящего вулкана. В условиях, когда альпинисты массово совершают восхождения, приют может спасти жизни спортсменов, попавших в непогоду на большой высоте или просто переоценивших свои силы.

### Приют «Седловина»
Первый приют был создан в 1932—1933 годах под руководством Вячеслава Никитина. Хижина строилась одновременно с постройкой метеорологической станции на Эльбрусе и была сделана из досок, утеплена и обшита железом. Приют сильно пострадал в годы Великой Отечественной войны, но был восстановлен в 1950 году. Считается, что место для постройки было выбрано не оптимально, дверь в приют обмерзала, и её было трудно закрыть, помещение забивало снегом. В 1958—1959 годах приют был забит снегом и заброшен.

### Станция EG 5300
В связи с чрезвычайно возросшим потоком туристов и, соответственно, возросшим количеством несчастных случаев, энтузиастами было предложено воссоздать приют. Проект был поддержан Федерацией Альпинизма России, и в 2010 году был открыт новый приют полусферической формы. Хижина просуществовала несколько месяцев и была разрушена, в качестве причин назывались как недостатки конструкции, так и аномальной силы ветер. Однако сами строители связывают разрушение приюта с трудностями работы на высокогорье и человеческим фактором.

### Современная хижина
В 2012 году был открыт третий по счету приют на седловине — станция Red Fox 5300 была установлена Федерацией альпинизма России совместно с партнёрами. Трапециевидный домик на 6-12 человек установлен на утяжеленное камнями ажурное основание и укреплён растяжками, идущими к скалам.